# هرمان فون کایزرلینگ

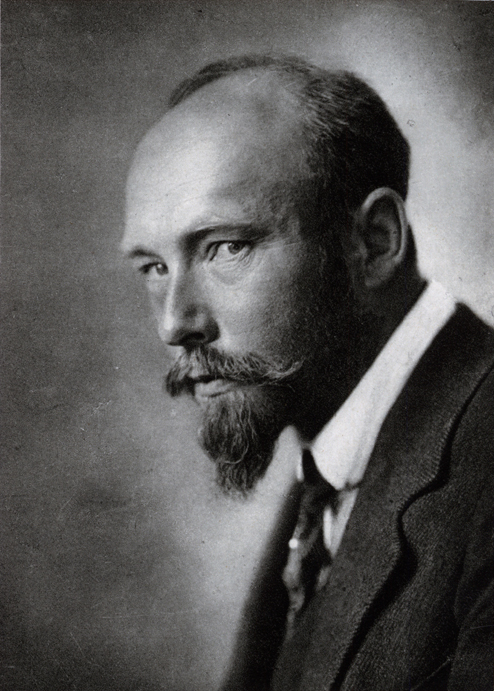
نگارهٔ هرمان الکساندر گراف فون کیسرلینگ - ۱۹۱۹

هرمان الکساندر گراف فون کیسرلینگ (20 July [سبک قدیمی: ۸] ۱۸۸۰ – ۲۶ آوریل ۱۹۴۶) فیلسوف آلمانی اهل بالتیک از خانواده کیسرلینگ بود. پدربزرگ او، الکساندر فون کیسرلینگ، زمین‌شناس برجسته امپراتوری روسیه بود.

## زندگی
کیسرلینگ در یک خانواده اشرافی ثروتمند در کونو مانور، کریس پرنائو در استان لیوونیا، امپراتوری روسیه، در استونی کنونی متولد شد. پس از تحصیل در دانشگاه‌های دورپات (تارتو)، هایدلبرگ و وین، سفری به دور دنیا داشت. او با ماریا گودلا فون بیسمارک-شونهاوزن، نوه اتو فون بیسمارک ازدواج کرد. پسرش آرنولد کیسرلینگ راه پدرش را دنبال کرد و فیلسوف مشهوری شد.
هرمان کیسرلینگ به علوم طبیعی و فلسفه علاقه‌مند بود و قبل از جنگ جهانی اول هم به عنوان دانشجوی زمین‌شناسی و هم به عنوان یک مقاله‌نویس محبوب شناخته می‌شد. انقلاب روسیه او را از املاکش در لیوونیا محروم کرد و با بقایای ثروتش، Gesellschaft für Freie Philosophie (انجمن فلسفه آزاد) را در دارمشتات تأسیس کرد. مأموریت این مدرسه ایجاد جهت‌گیری مجدد فکری آلمان بود.
او اولین کسی بود که از اصطلاح Führerprinzip استفاده کرد. یکی از ادعاهای اصلی کیسرلینگ این بود که «افراد مستعد» بر اساس داروینیسم اجتماعی «به دنیا آمدند تا حکومت کنند».
گرچه کیسرلینگ یک دکترینر صلح‌طلبی نبود، اما معتقد بود که سیاست قدیمی نظامی‌گری آلمان برای همیشه مرده‌است و تنها امید آلمان در پذیرش اصول بین‌المللی و دموکراتیک است. معروف‌ترین اثر او Reisetagebuch eines Philosophen ("سفر-مجله یک فیلسوف") است. در این کتاب همچنین سفرهای او در آسیا، آمریکا و جنوب اروپا شرح داده شده‌است.
او در اینسبروک اتریش درگذشت.

## آثار
- سفرنامه یک فیلسوف (به آلمانی) ۱۹۱۹.
- کتاب مبدأ (به آلمانی).
- دانش خلاق (به آلمانی).
- مراقبه‌های آمریکای جنوبی (به آلمانی).
- درآمدی بر مکتب حکمت (به آلمانی).
- فلسفه به عنوان هنر (به آلمانی).
- انقلاب جهانی و مسئولیت روح (به فرانسوی).
- کتاب زندگی شخصی (به آلمانی).
- بازتاب سکوت و تفکر (به آلمانی).
- سفر در زمان: خاطرات (به آلمانی) ۱۹۸۵.
- طیف اروپا (به آلمانی).
- تار و پود جهان: تلاش برای یک فلسفه انتقادی (به آلمانی).

## مطالعهٔ بیشتر
- دایسرینک، هوگو: گراف هرمان کیسرلینگ و فرانکرایش، Ein Kapitel Deutsch-Französischer Geistesbeziehungen im 20. Jahrhundert ; Bouvier, Bonn 1970;شابک ‎۳-۴۱۶-۰۰۶۶۷-۴
- Gahlings, Ute: Hermann Graf Keyserling, ein Lebensbild ; Justus-von-Liebig-Verlag, Darmstadt 1996;شابک ‎۳-۸۷۳۹۰-۱۱۶-۱
- Keyserling-Archiv Innsbruck-Mühlau (Hrsg.): Graf Hermann Keyserling, ein Gedächtnisbuch ; روهرر، اینسبروک ۱۹۴۸
- کامینسکی، امی: «ویکتوریا اوکامپو و اثر کیسرلینگ» در آرژانتین، داستان‌هایی برای یک ملت، (مینیاپولیس: انتشارات دانشگاه مینه‌سوتا، ۲۰۰۸) ص. ۷۰–۹۸.